# FK Bane 1931 Raška
Fudbalski Klub Bane 1931 Raška (serb.: Фудбалски Клуб Бане 1931 Рашка) – serbski klub piłkarski z siedzibą w Rašce (w okręgu raskim). Został utworzony w 1931 roku. Obecnie występuje w Srpskiej lidze (3. poziom serbskich rozgrywek piłkarskich), w grupie Zapad. Od 2018 roku klub występuje w rozgrywkach jako FK Bane  1931. 
W czasach Federalnej Republiki Jugosławii najwyższym poziomem rozgrywek piłkarskich w których "FK Bane Raška" występował to rozgrywki Drugiej ligi SR Јugoslavije, gdzie klub występował 6 sezonów: 1998/99-2003/04 (wicemistrzostwo ligi w sezonie 2002/03 oraz 2x 3. miejsce ligi w sezonach 1998/99 i 2001/02).

## Stadion
Klub rozgrywa swoje mecze domowe na stadionie Stadion FK Bane w Rašce, który może pomieścić 2.000 widzów.

## Sezony
| Sezon                          | Liga                                                 | Poziom | Miejsce |
| Federalna Republika Jugosławii |                                                      |        |         |
| 1999/00                        | Druga liga SR Јugoslavije – Grupa Zapad (Zachód)     | II     | 4       |
| 2000/01                        | Druga liga SR Јugoslavije – Grupa Zapad (Zachód)     | II     | 4       |
| 2001/02                        | Druga liga SR Јugoslavije – Grupa Zapad (Zachód)     | II     | 3       |
| 2002/03                        | Druga liga SR Јugoslavije – Grupa Zapad (Zachód)     | II     | 2       |
| Serbia i Czarnogóra            |                                                      |        |         |
| 2003/04                        | Druga liga Srbije i Crne Gore – Grupa Zapad (Zachód) | II     | 9       |
| 2004/05                        | Srpska liga (Grupa Zapad)                            | III    | 18      |
| 2005/06                        | Zonska liga (Šumadijska zona)                        | IV     | 1       |
| Serbia                         |                                                      |        |         |
| 2006/07                        | Srpska liga (Grupa Zapad)                            | III    | 14      |
| 2007/08                        | Zonska liga (Grupa Morava)                           | IV     | 12      |
| 2008/09                        | Zonska liga (Grupa Morava)                           | IV     | 14      |
| 2009/10                        | Zonska liga (Grupa Morava)                           | IV     | 5       |
| 2010/11                        | Zonska liga (Grupa Morava)                           | IV     | 4       |
| 2011/12                        | Zonska liga (Grupa Morava)                           | IV     | 1       |
| 2012/13                        | Srpska liga (Grupa Zapad)                            | III    | 10      |
| 2013/14                        | Srpska liga (Grupa Zapad)                            | III    | 10      |
| 2014/15                        | Srpska liga (Grupa Zapad)                            | III    | 15      |
| 2015/16                        | Zonska liga (Grupa Morava)                           | IV     | 7       |
| 2016/17                        | Zonska liga (Grupa Morava)                           | IV     | 4       |
| 2017/18                        | Zonska liga (Grupa Morava)                           | IV     | 10      |
| 2018/19                        | Zonska liga (Grupa Šumadijsko-raška)                 | IV     | 11      |
| 2019/20                        | Zonska liga (Grupa Šumadijsko-raška)                 | IV     | 4 *     |
| 2020/21                        | Srpska liga (Grupa Zapad)                            | III    | ?       |

 * Z powodu sytuacji epidemicznej związanej z koronawirusem COVID-19 rozgrywki sezonu 2019/2020 zostały zakończone po rozegraniu 16 kolejek.

## Sukcesy
- wicemistrzostwo Drugiej ligi SR Јugoslavije – Grupa Zapad (1x): 2003.
- 3. miejsce Drugiej ligi SR Јugoslavije – Grupa Zapad (2x): 1999 i 2002.
- mistrzostwo Srpskiej ligi – Grupa Morava (III liga) (1x): 1998 (awans do Drugiej ligi SR Јugoslavije).
- mistrzostwo Zonskiej ligi – Grupa Šumadijska (IV liga) (1x): 2006 (awans do Srpskiej ligi).
- mistrzostwo Zonskiej ligi – Grupa Morava (IV liga) (1x): 2012 (awans do Srpskiej ligi).
- 4. miejsce Zonskiej ligi – Grupa Šumadijsko-raška (IV liga) (1x): 2020 (awans do Srpskiej ligi).